# Бранкаччо, Стефано
Стефано Бранкаччо (итал. Stefano Brancaccio; 18 января 1618, Неаполь, Неаполитанское королевство — 8 сентября 1682, Витербо, Папская область) — итальянский куриальный кардинал, папский дипломат и доктор обоих прав. Генеральный инквизитор Мальты с 9 декабря 1654 по 7 апреля 1655. Губернатор Перуджи и Умбрии с 23 октября 1658 по 9 мая 1660. Титулярный архиепископ Адрианополя Гемимонтского с 5 мая 1660 по 2 июня 1670. Апостольский нунций в Тоскане с 9 июня 1660 по 17 июля 1666. Апостольский нунций в Венеции с 8 июля 1666 по 10 апреля 1668. Секретарь Священной Конгрегации Собора с 10 апреля 1668 по 2 июня 1670. Епископ-архиепископ Витербо и Тускании с 2 июня 1670 по 8 сентября 1682. Кардинал-священник с 1 сентября 1681, с титулом церкви Санта-Мария-делла-Паче с 22 сентября 1681 по 8 сентября 1682.